# Gioan Baotixita Tăng Kiến Thứ
Gioan Baotixita Tăng Kiến Thứ (sinh 1942, tiếng Trung:曾建次, tiếng Anh:John Baptist Tseng Chien-tsi) là một giám mục người Đài Loan của Giáo hội Công giáo Rôma. Ông từng đảm nhận vị trí giám mục Phụ tá Giáo phận Hoa Liên trong gần 20 năm từ năm 1998 đến năm 2017.

## Tiểu sử
Giám mục Tăng sinh ngày 11 tháng 12 năm 1942 tại Đài Loan. Trải qua quá trình tu học vất vả, ngày 21 tháng 3 năm 1972, Phó tế Gioan Baotixita được truyền chức linh mục. Ngày 22 tháng 5 năm 1998, Tòa Thánh loan tin bổ nhiệm linh mục Gioan Baotixta Tăng Kiến Thái làm Giám mục Phụ tá Hoa Liên, trợ giúp giám mục Hoa Liên Anrê Tiền Chí Thuần. Lễ tấn phong được cử hành sau đó ngày 29 tháng 8 năm 1998, bởi chủ phong làm Giám mục Anrê Thuần, hai giám mục phụ phong là Luca Lưu Hiến Đường, giám mục Tân Trúc và giám mục Leonard Từ Anh Phát.
Sinh nhật thứ 75 của ông, ngày 11 tháng 12 năm 2017, tin từ Tòa Thánh loan báo đã chấp thuận đơn xin về hưu của Giám mục Tăng.